# Kerikuiyeh
 (mai 2017).
Kerikuiyeh (persan : کريکوييه romanisé en Kerīkū'īyeh) est un village dans la province de Kerman en Iran. Lors du recensement de 2006, son existence a été notée, mais sa population n'a pas été signalée.